# Ptenochirus minor
Ptenochirus minor (Yoshiyuki, 1979) è un pipistrello appartenente alla famiglia degli Pteropodidi, endemico dell'Arcipelago delle Filippine.

## Descrizione

### Dimensioni
Pipistrello di medie dimensioni, con la lunghezza totale tra 98 e 125 mm, la lunghezza dell'avambraccio tra 60 e 78 mm, la lunghezza della coda tra 4 e 12 mm, la lunghezza delle orecchie tra 13 e 22 mm e un peso fino a 62 g.

### Aspetto
La pelliccia è corta, densa e vellutata. Le parti dorsali sono marroni, la testa è più scura, la groppa è giallo-brunastra, mentre le parti ventrali sono grigiastre chiare. Sono presenti dei ciuffi di peli, arancioni nei maschi e più chiari nelle femmine, intorno alle ghiandole situate su ogni lato del collo. Il muso è corto e largo, le narici sono tubulari e più divergenti che in P. jagori. Gli occhi sono grandi. Le orecchie sono grandi, ovali, con l'estremità appuntita e prive di margini colorati di bianco. La coda è lunga circa quanto il piede, mentre l'uropatagio è ridotto ad una sottile membrana lungo la parte interna degli arti inferiori ed è dorsalmente ricoperto di peli giallo-brunastri. Produce un caratteristico odore di cannella e muschio. I maschi sono più grandi e più scuri delle femmine.

## Biologia

### Comportamento
Un individuo è stato osservato nel denso fogliame di un albero nel sottobosco della foresta primaria sull'isola di Leyte.

### Alimentazione
Si nutre di frutti di specie native di Ficus.

### Riproduzione
Danno alla luce un piccolo all'anno a luglio o agosto.

## Distribuzione e habitat
Questa specie è diffusa nelle Filippine: Biliran, Bohol, Dinagat, Leyte, Mindanao e Samar.
Vive nelle foreste primarie e secondarie di pianura, foreste montane e talvolta umide fino a 1.600 metri di altitudine.

## Conservazione
La IUCN Red List, considerato il vasto Areale e l'adattamento a molteplici tipi di habitat, classifica P.minor come specie a rischio minimo (Least Concern)).